# Château d'Allègre (Haute-Loire)
Pour les articles homonymes, voir Château d'Allègre.
Le château d'Allègre est un château situé sur la commune d'Allègre dans le département de la Haute-Loire.

## Historique

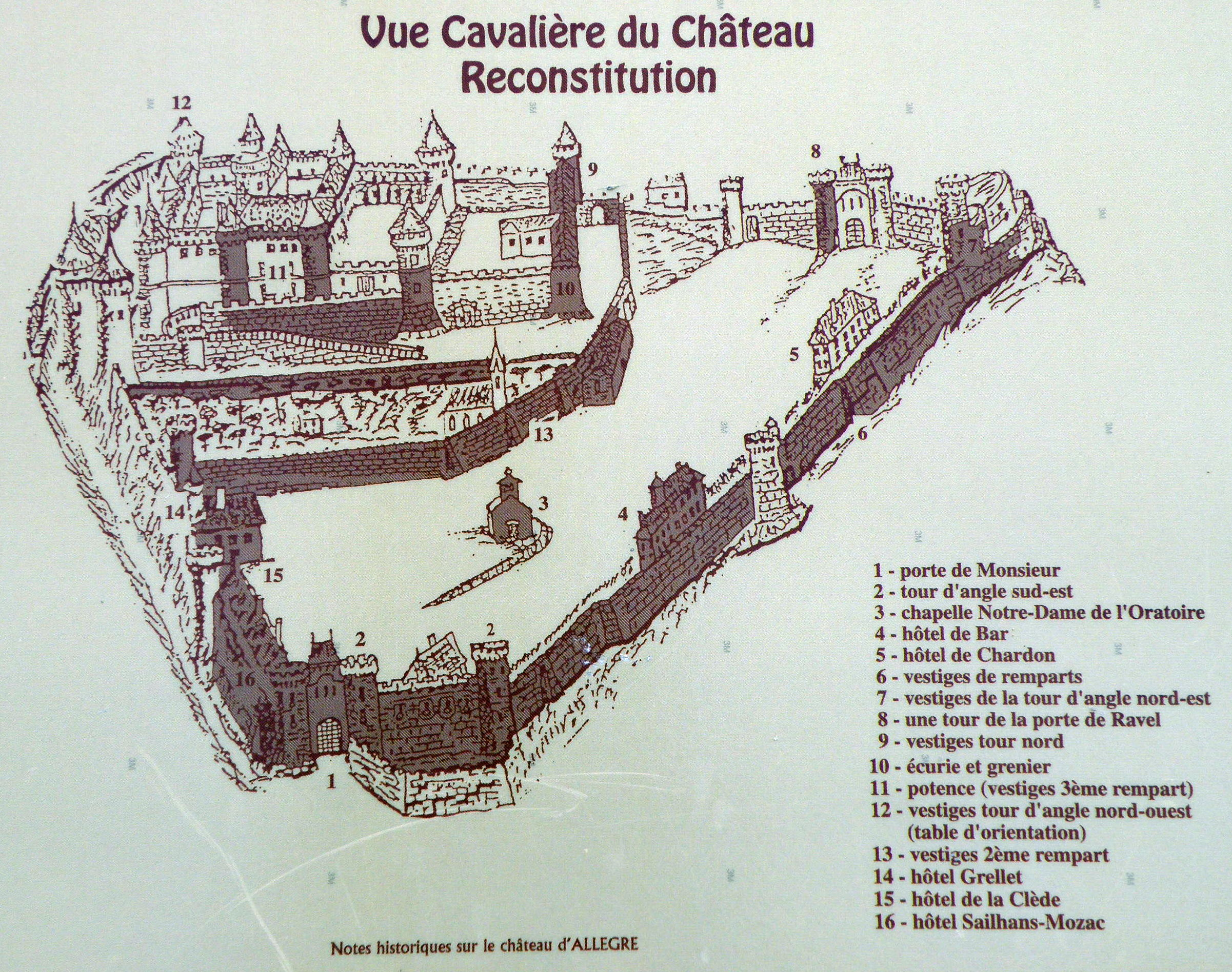
Vue cavalière du château.

Armand IV d'Alègre devient baron d'Allègre en 1343, mais en 1361, Arnaud attaque le château. Armand IV est tué durant le siège par Thomas de La Marche, et sa veuve, Alix de Chalençon, reste à Alègre. Mais, en 1364, son neveu, Bertrand de Saint-Nectaire, revendique l'héritage, et chasse Alix de la forteresse.
Alix de Chalençon demande alors à Jean Ier de Berry de reconquérir le château, et après 6 mois de siège, Alix retrouve son bien. Le beau-frère du duc de Berry, Jean II d'Armagnac en assure désormais la garde.
À la suite du décès d'Alix de Chaleçon, le duc de Berry fit don de la baronnie d’Allègre à Morinot de Tourzel en 1385. Morinot de Tourzel entreprit des travaux de réfection et de construction de la muraille d’enceinte. Ces efforts furent poursuivis par son fils Yves Ier, qui s’attacha à embellir le château, le dotant notamment de sa caractéristique frise de mâchicoulis tréflés. Tel quel, ce château, avec ses 23 tours, fut l’un des plus beaux et des plus considérables de la région.
En novembre 1698, alors qu'Yves V de Tourzel est venu de Versailles à Allègre (maréchal en 1724 ; voir à son article la généalogie familiale), un grand vent excite le feu qui ronfle dans la cheminée de la salle haute. Un incendie se déclare et se propage dans les abondantes charpentes des toits couverts d’ardoises. La toiture du « pavillon de la tour où sont les papiers communs appelés le Trésor » flambe. Au son des cloches, cinq cents personnes accourent et font la chaîne. Mais le château est embrasé en moins de cinq heures.
Il n’est cependant pas abandonné. Dès janvier 1699, Yves V fait « réparer » les communs puis le château lui-même. Son gendre poursuivra les travaux. En vain, le château ne se remit pas de la catastrophe.
Propriété communale après la Révolution, il a servi de carrière de matériaux de construction.
Le monument fait l’objet d’un classement au titre des monuments historiques depuis le 11 décembre 1935.